# Pegon

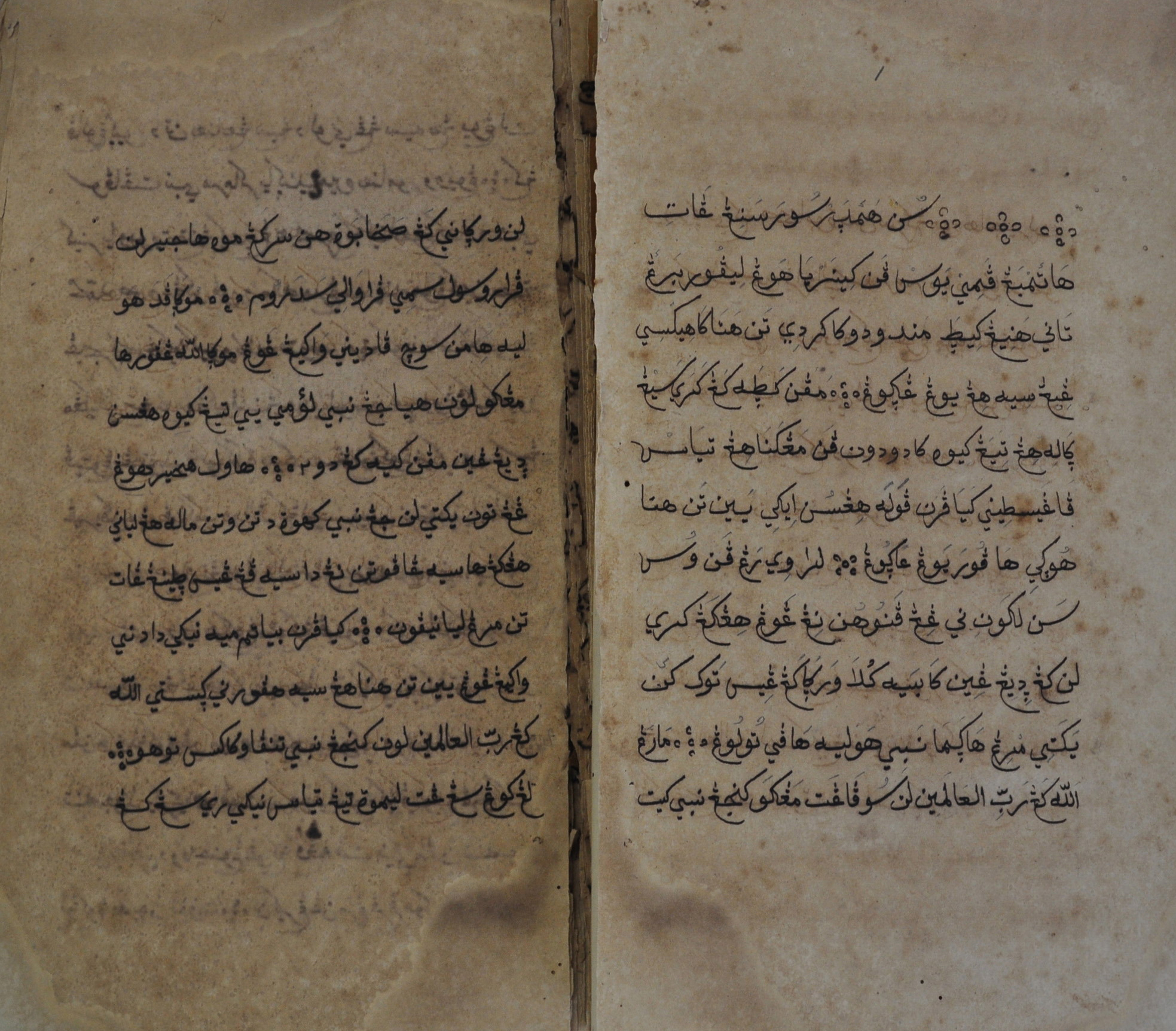
Babad Diponegoro scritto in Pegon (manoscritto della Biblioteca Nazionale dell'indonesia)

La scrittura Pegon (in lingua giavanese e sundanese: اَكسارا ڤَيڮَون mentre in lingua madurese: أبجاْد ڤَيگو)  è un sistema di scrittura basato sull'alfabeto arabo usato per scrivere le lingue: giavanese, sundanese, e madurese in alternativa all'alfabeto latino e giavanese.

## Etimologia
La parola Pegon originatasi dalla parola giavanese word pégo, che significa "deviare",dovuto alla pratica della scrittura della lingua giavanese con l'alfabeto arabo, che è considerata non convenzionale dalle persone giavanesi.